# Molly Elliot Seawell

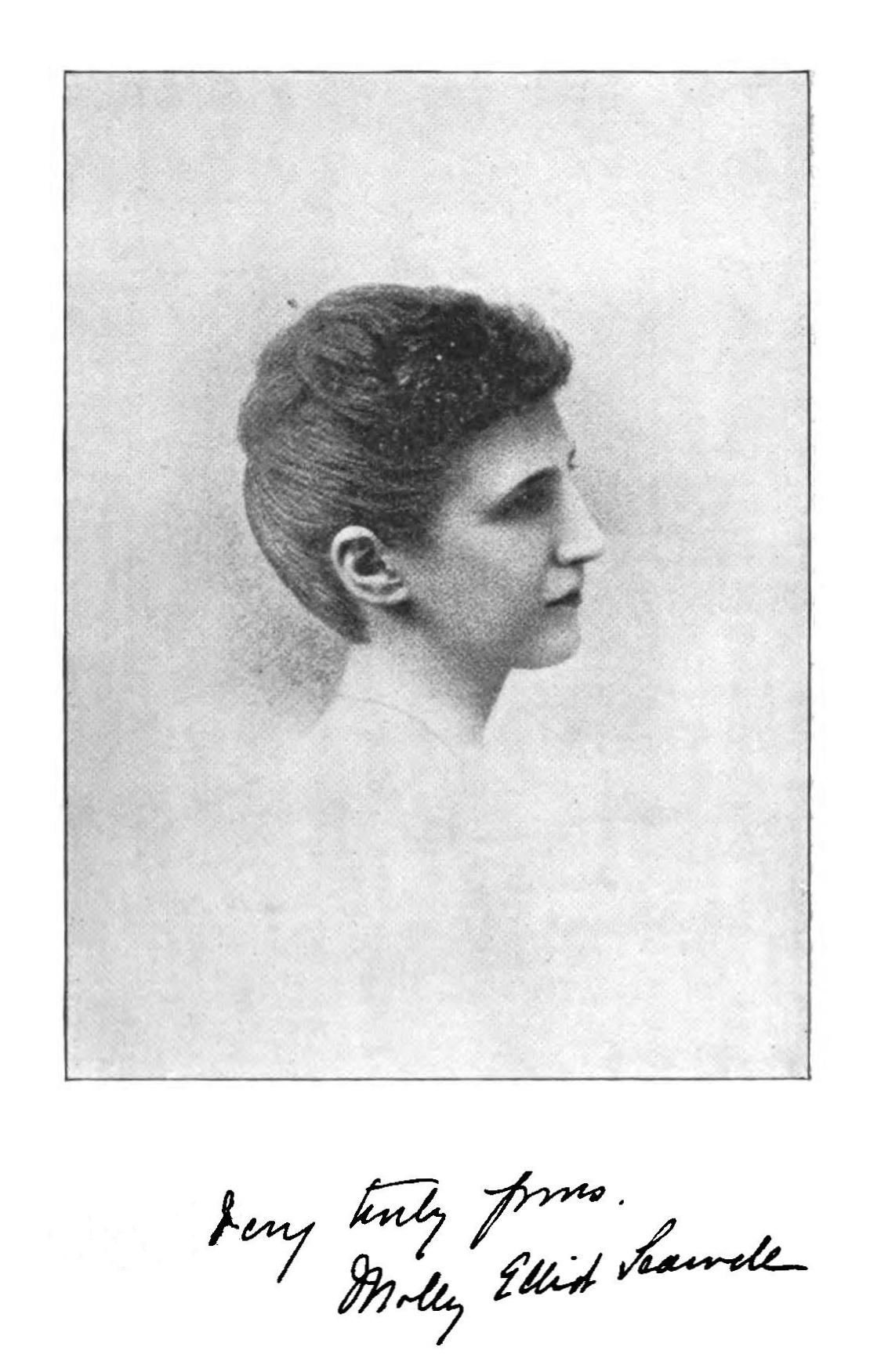
Molly Elliot Seawell (um 1893)

Molly Elliot Seawell (* 23. Oktober 1853 im Gloucester County, Virginia; † 15. November 1916 in Washington, D.C.) war eine US-amerikanische Schriftstellerin.

## Leben und Werk

### Frühe Jahre
Molly Elliot Seawell war die Tochter des Anwalts und Politikers John Tyler Seawell und dessen zweiter Ehefrau Francis Elizabeth Jackson Seawell. Ihr Vater war ein Neffe des US-Präsidenten John Tyler, daneben stammte sie auch von der in Virginia prominenten Familie Seawell ab. Die einzige noch vorhandene, beschädigte Kopie von Seawells Geburtsurkunde belegt nur ihren Geburtstag, nicht aber das Geburtsjahr der Schriftstellerin, für das sich verschiedene Angaben finden lassen. Wenngleich Seawell selbst mitunter 1863 oder 1864 angab, lässt sich – unterstützt von zeitgenössischen biografischen Darstellungen – aus dem von ihren Eltern angegebenen Alter der jungen Molly im United States Census 1860, 1870 und 1880 das Geburtsjahr 1853 ableiten. Wohl fälschlicherweise ist oftmals auch von 1860 als Geburtsjahr die Rede.
Auf dem Familiensitz aufwachsend, erhielt Seawell nie eine ordentliche Schulbildung, konnte sich aber aus dem Lesen vieler Werke ein umfangreiches Wissen über die englischsprachige Literatur aneignen. Während zeitgenössische Romane ihr verboten waren, hatte sie ein besonderes Interesse romantische Lyrik. Noch später betonte sie stolz ihre Abstammung aus dem ländlichen, von Plantagen geprägten Virginia. Nach dem frühen Tod ihres Vaters 1875 wurde der Familiensitz in Virginia zur Ausbezahlung dessen Kreditgeber verkauft, woraufhin Seawell mit ihrer Mutter und ihren Geschwistern zunächst nach Norfolk und dann 1880 nach Washington, D.C. zog.
Da ihre Mutter durch ein Erbe aus ihrer eigenen Verwandtschaft an Geld gekommen war, bewohnten Seawell, ihre Mutter und ihre Schwester Henrietta ein vornehmes Haus in Washington, D.C, das im Laufe der Zeit zu einem sozialen Treffpunkt der Kunstschaffenden der Washingtoner Oberschicht wurde. Auch regelmäßige Ferienaufenthalte in Europa waren für die Familie erschwinglich. Hinzu kam, dass Molly ab Mitte der 1880er sich als Schriftstellerin betätigte und so weiteres Geld in die Familienkasse kam. Ursprünglich durch ihre Eltern ein Mitglied der Episkopalkirche, konvertierte Seawell später zur römisch-katholischen Kirche.

### Karriere als Schriftstellerin

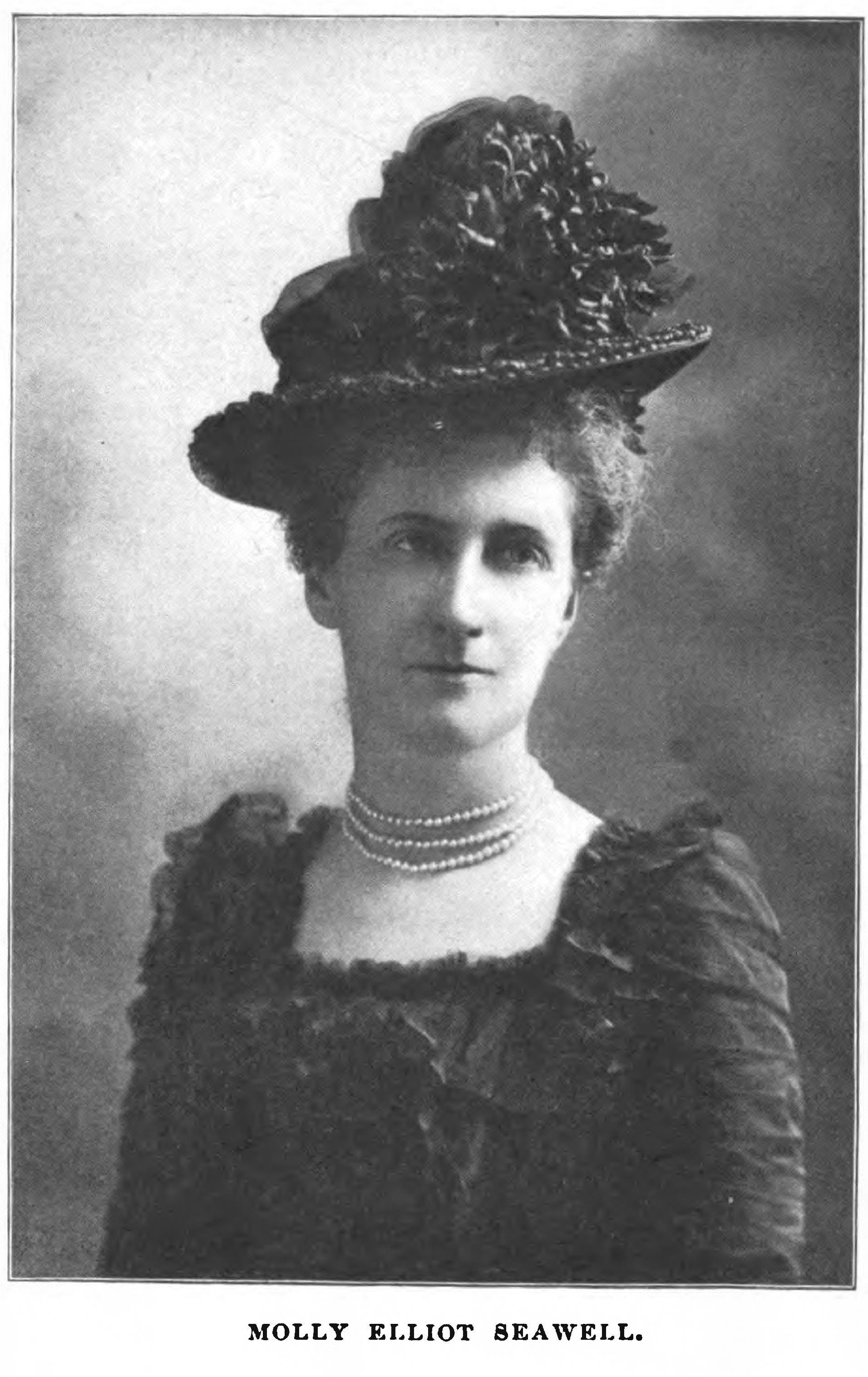
Molly Elliot Seawell (um 1902)

Ihre ersten Texte veröffentlichte Seawell im Lippincott's Monthly Magazine, dessen Herausgeber William S. Walsh ihr Talent erkannte und sie entsprechend förderte. Zunächst publizierte Seawell unter Pseudonym, erst ab 1888 schrieb sie unter ihrem richtigen Namen. Bereits Anfang der 1890er konnte Seawell zwei von US-Zeitungen ausgeschriebene Literaturpreise gewinnen, an denen jeweils über tausend, meist männliche Autoren teilgenommen hatten. 1910 und 1911 nominierte sie der US-amerikanische Hochschullehrer Charles W. Kent von der University of Virginia ergebnislos für den Nobelpreis für Literatur.
Seawell schrieb sowohl Kurzgeschichten als auch ganze Romane. Literarisch gesehen zeichneten sich ihre Texte meist durch einfache Handlungen und durch nur geringe Charakterentwicklungen ihrer literarischen Figuren aus. Mildred Lewis Rutherford vergleicht Seawells Stil mit jenem von Jane Austen. Thematisch behandelte Seawell beispielsweise – inspiriert durch einen zur See gefahrenen Onkel – Seefahrergeschichten oder das Leben im Virginia der Zeit nach dem Sezessionskrieg. Sowohl ihre Religiosität als auch die Werte und Normen, die sich als Mädchen im Virginia der 1860er Jahre kennengelernt hatte, spiegelten sich in ihren Werken wider. Wenngleich sich die Literaturkritik von ihren Werken nur wenig begeistert zeigte, erzielten ihre Romane hohe Auflagen und wurden mitunter als Bühnenstücke oder Stummfilme adaptiert.

### Ablehnung der Suffragettenbewegung
Politisch zeigte sich Seawell kritisch gegenüber den Suffragetten. Sie argumentierte, dass das Frauenwahlrecht die gesellschaftlichen Zustände verschlechtern würde: Unter Bezugnahme auf angebliche historische Präzedenzfälle schrieb sie, dass „Frauen höhere Steuern zahlten, gezwungen werden konnten, ihre Ehemänner zu unterstützen, höhere Analphabetismus-, Armuts- und Scheidungsquoten erlebten, zum Opfer von mehr Gewalt und dem Einfluss von Gastwirten auf die Politik wurden, und weit verbreitetem Sozialismus ausgesetzt waren“. Gleichzeitig bestehe bei einer Einführung des Frauenwahlrechts auch die Möglichkeit, dass – aus Seawells Sicht gefährlicherweise – auch Afroamerikaner (wieder) das Wahlrecht bekommen könnten.
Ferner war sie der Überzeugung, dass Frauen nicht zu intellektuellen Glanztaten fähig seien. Seawells Kritik galt auch für andere Länder; die bekannte britische Suffragette Emmeline Pankhurst war für sie eine Serienverbrecherin. Gleichzeitig stießen Seawells Meinungen, die sie in verschiedenen Schriften veröffentlichte, innerhalb der US-amerikanischen Suffragettenbewegung auf große Kritik. Seawells Texte, besonders ihr Essay On the Absenceof Creative Faculty in Women über die intellektuellen Fähigkeiten der Frauen, stießen auch darüber hinaus eine öffentliche Debatte über den gesellschaftlichen Status der Frau an.

### Letzte Jahre
Nach dem Tod ihrer Mutter 1899 und dem ihrer Schwester 1904 lebte Seawell allein. Etwa ab den 1910ern zog sie sich immer mehr von ihren gesellschaftlichen Kontakten zurück, gleichzeitig verschlechterte sich ihr Gesundheitszustand. 1913 drückte sie anlässlich ihres Geburtstags in einem Tagebucheintrag ihre Hoffnung aus, „den letzten Abschnitt meines Lebens“ zu beginnen. Im Februar 1915 verfasste sie bereits ihr Testament, in dem sie neben Familienmitgliedern und Bediensteten auch die Sisters of Charity of the Roman Catholic Church in Virginia bedachte.
Seawell starb anderthalb Jahre später im Alter von 63 Jahren in ihrem Haus in Washington, D.C. Sie wurde anschließend nahe ihrer Mutter und ihrer Schwester auf dem Green Mount Cemetery in Baltimore, Maryland, begraben. Im Nachruf der New York City wird angegeben, die Autorin „historischer Romanzen und Theaterstücke“ sei im Alter von 56 Jahren gestorben (zu den abweichenden Angaben zum Geburtsjahr siehe oben). Eine Sammlung von Dokumenten aus dem Besitz Seawells findet sich unter dem Namen „Molly Elliot Seawell Papers“ im Besitz des Bibliothekssystems des College of William & Mary in Williamsburg, Virginia.

## Werke (Auswahl)
- The Berkeleys and their neighbors. The American News Company, New York City 1888.
- Throckmorton. Grosset & Dunlap, New York City 1890.
- Little Jarvis. D. Appleton and Co., New York City 1890.
- Maid Marian and other stories. D. Appleton and Co., New York City 1891.
- Children of destiny. D. Appleton and Co., New York City 1893.
- Paul Jones. D. Appleton and Co., New York City 1893.
- A strange, sad comedy. Century Company, New York City 1896.
- The sprightly romance of Marsac. C. Scribner’s Sons, New York City 1896.
- Twelve naval captains, being a record of certain Americans who made themselves immortal. C. Scribner’s Sons, New York City 1897.
- The history of the Lady Betty Stair. C. Scribner’s Sons, New York City 1897.
- The love’s of the Lady Arabella. Macmillan, New York City 1898.
- The house of Egremont; a novel. C. Scribner’s Sons, New York City 1900.
- Papa Bouchard. C. Scribner’s Sons, New York City 1901.
- Francezka. Grosset & Dunlap, New York City 1902.
- The fortunes of Fifi. Grosset & Dunlap, New York City 1903.
- Despotism and democracy: a study in Washington society and politics. McClure, Phillips and Co., New York City 1903.
- The victory. D. Appleton and Co., New York City 1906.
- The chateau of Montplaisir. D. Appleton and Co., New York City 1906.
- The ladies’ battle. Macmillan, New York City 1911.
- Betty at Fort Blizzard. J. B. Lippincott Company, Philadelphia 1916.